# Distretto di Gilgit
Il distretto di Gilgit (in urdu: ضلع گلگت) è un distretto nella regione del Gilgit-Baltistan, in Pakistan, che ha come capoluogo Gilgit.

## Suddivisioni
Il distretto è suddiviso in 4 tehsil.